# Нагост
Нагост или голотиња представља стање у коме човек не носи одећу. Ношење одеће је специфично људска карактеристика која не постоји у природи, али њено практиковање зависи од низа фактора - пре свега здравствених (настојање да се очува телесна топлота), а потом и друштвених. У одређеним ситуацијама је минимална количина одеће (нпр. која покрива нечије гениталије или „приватне делове“) прихватљива, а у одређеним ситуацијама се очекује више одеће. Упркос томе, људи могу бити голи у целом низу ситуација, тако је купање тешко замислити са ношењем одеће; неке особе воле спавати голе, а неке практикују нудизам као свој животни стил.
Голотиња је у данашњем свету свеприсутна захваљујући низу медијских садржаја, било да је реч о сликама, фотографијама, филму, телевизији или Интернету. Она готово увек представља важан састојак медијских и других садржаја који се везују уз забаву за одрасле.
Однос према голотињи, с друге стране, варира с обзиром на ситуације и околности у којима се особе појављују наге, односно нечије обичаје, законе или светоназор. Скидање одеће са себе у сврху хигијене (купање) односно пресвлачења или здравственог прегледа се тако углавном сматра оправданим. С друге стране, скидање одеће у јавности (јавна голотиња) се често сматра непримерним и увредљивим, те у неким случајевима се третира као прекршај или кривично дело.